# Kipling, Saskatchewan
Kipling är en ort i Kanada.   Den ligger i provinsen Saskatchewan, i den sydöstra delen av landet, 2 100 km väster om huvudstaden Ottawa. Kipling ligger 659 meter över havet och antalet invånare är 969.
Terrängen runt Kipling är platt. Trakten runt Kipling är nära nog obefolkad, med mindre än två invånare per kvadratkilometer.. Det finns inga andra samhällen i närheten.
Trakten runt Kipling består till största delen av jordbruksmark.